# パンとサーカス
パンとサーカス（羅: panem et circenses）は、詩人ユウェナリス（西暦60年 - 130年）が古代ローマ社会の世相を批判して詩篇中で使用した表現。権力者から無償で与えられる「パン（＝食糧）」と「サーカス（＝娯楽）」によってローマ市民が満足して政治的無関心になっていることを指摘した。
物質主義の例えとしてしばしば用いられる名言であり警句である。現在では愚民政策の比喩として用いられることもある。日本語では「パンと見世物」とも表記される。

## 言葉

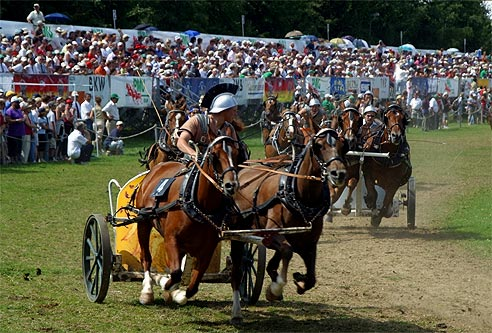
キルクスでの戦車競争（再現）

この警句のいう「サーカス」とは、見世物小屋で催される曲芸や動物遣いの見世物（サーカス）ではなく、古代ローマの競技場（キルクス、現代でいうサーキット）で行われた、複数頭立て馬車（クアドリガなど）による競技（ラテン語: circenses（））であり、闘技場で行われた剣闘士試合などを含めたスポーツ観戦の意味で用いられている。ちなみに、オットリーノ・レスピーギの『ローマの祭』第1曲『チルチェンセス』はこの「キルケンセス」に由来する。
「panem et circenses」という定型句で定着しているが、これはいずれも対格形である。この日本語訳としては「パンとサーカスを」のほうが近い。実際、下記のユウェナリスの原文では「パンとサーカス（見世物）を求める（optat）」という表現になっている。主格形にすれば、「panis et circenses」となる。

## ユウェナリスの詩
| ラテン語（原語） | 日本語訳 |
| --- | --- |
| …iam pridem, ex quo suffragia nulli uendimus, effudit curas; nam qui dabat olim imperium, fasces, legiones, omnia, nunc se continet atque duas tantum res anxius optat, panem et circenses… | …民衆は、（投票権を失って）票の売買ができなくなって以来、 国政に対する関心を失って久しい。 指揮権、懲罰権、ローマ軍団、 かつては全てを与えていたが、今や自らそれを止め、 ただ二つのものを不安げに求めている― すなわちパンと見世物を… |

## 説明
地中海世界を支配したローマ帝国は、広大な属州を従えていた。それらの属州から搾取した莫大な富はローマに集積し、ローマ市民は労働から解放されていた。そして、権力者は市民を政治的無関心の状態にとどめるため、「パンとサーカス」を市民に無償で提供した。現在の社会福祉政策をイメージさせるが、あくまでも食料の配給は市民の権利ではなく為政者による恩寵として理解されていた。また食料の配布は公の場で行われ、受給者は受け取りの際には物乞い行為が大衆の視線に晒されるリスクを負わされた。この配給の仕組みによって無限の受給対象者の拡大を防ぐことが出来た。

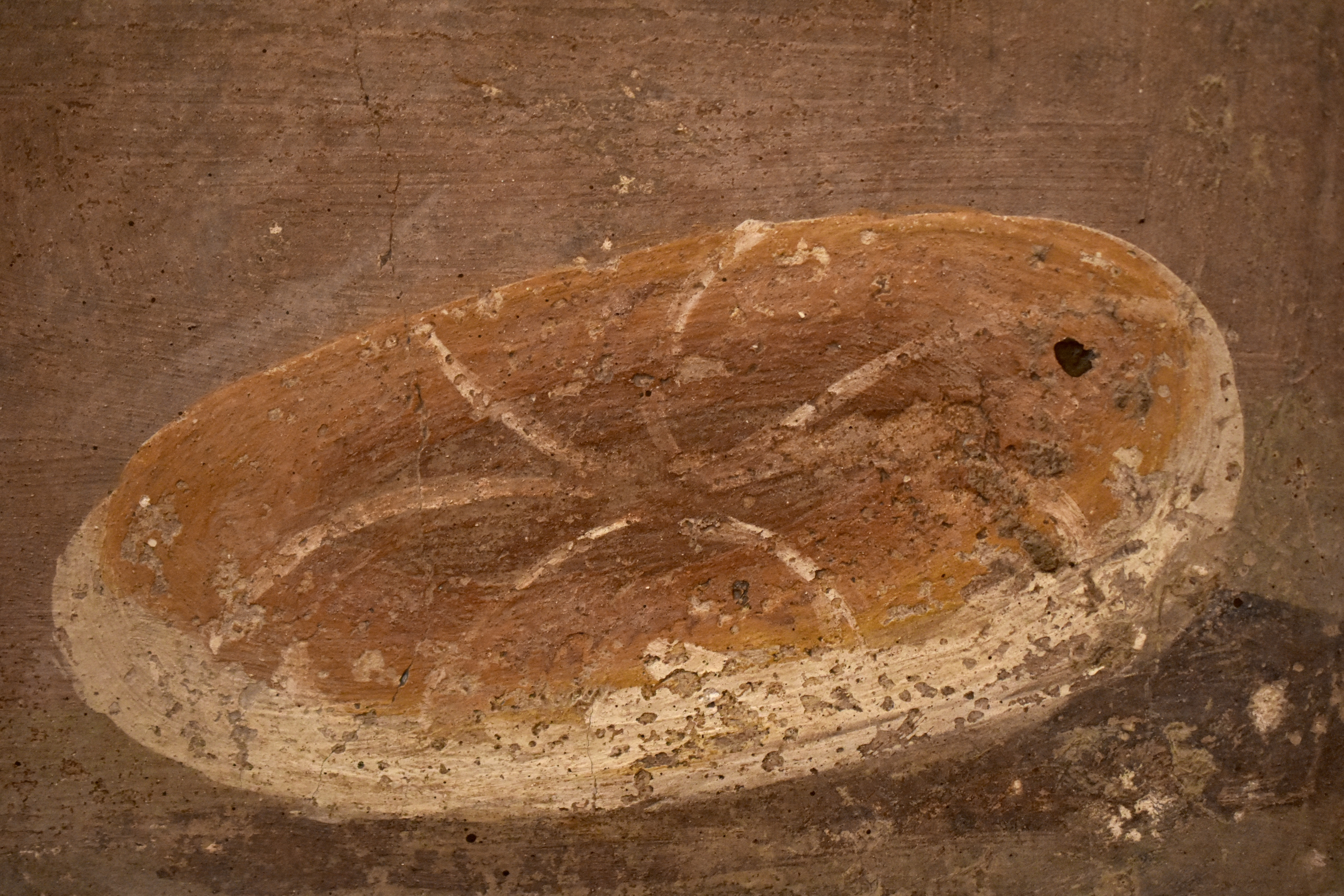
ヘルクラネウム出土のフレスコ画に描かれた古代ローマのパン

食糧に関しては、穀物の無償配給が行われていたうえ、大土地所有者や政治家が、大衆の支持を獲得するためにしばしば食糧の配布を行っていた。皇帝の中にも、処刑した富裕市民の没収財産を手続きを以て広く分配したネロ帝や、実際に金貨をばら撒いたカリグラ帝の例がある。
食糧に困らなくなったローマ市民は、次に娯楽を求めた。これに対して、権力者はキルケンセス（競馬場）、アンフィテアトルム（円形闘技場）、スタディウム（競技場）などを用意し、毎日のように競技や剣闘士試合といった見世物を開催することで市民に娯楽を提供した。こうした娯楽の提供は当時の民衆からは支配者たるものの当然の責務と考えられるようになり、これをエヴェルジェティズム（恵与行為）と呼ぶ。
パンとサーカスは社会的堕落の象徴として後世しばしば話題にされ、ローマ帝国の没落の一因とされることもある。また、「パンとサーカス」に没頭して働くことを放棄した者（これらの多くは土地を所有しない無産階級のローマ市民で、プロレタリーと呼ばれた。プロレタリアートの語源）と、富を求めて働く者と貧富の差が拡大したことも、ローマ社会に歪みをもたらすことになった。
ところで、これらの給付の恩寵を実際に受けたのは広大な帝国人民のなかで数割にも満たないローマ市民権保有者の、なかでも都市に住んでいるさらに一部であった。共和政の中期、マリウスの軍制改革までは男性のローマ市民はすべて従軍の義務があり、故郷でパトロネジの庇護を受けるのは男手を奪われ（あるいは生命を奪われ）困窮しがちの中小地主階層であり、彼らは軍団兵の家族であった。そして実際に配給されるのは焼かれたパンではなく穀物（小麦粉）であり、当然ながら食べるためには調理器具や燃料が必要であり、帝国化してのち述べられるようになった「働く事を放棄する」というのは大げさな表現である。
統治者側の視点からみれば、ローマにとって穀物給付は大貴族や皇帝が気まぐれに恩寵的に与え始めたようなものではなく、前123年ガイウス・グラックスによって提案された穀物法（低価格で全市民あるいは貧窮市民への売却）提案に起源をもち前58年にクロディウス護民官により初めて実施されたローマにとって伝統的な意味合いをもった政策でもあった。また当初はポエニ戦役の勝利により急速に拡大したローマ世界において支配階層となっていった大貴族･騎士階層と、ローマ近在の没落しつつあった中小地主階層との格差問題の解消という緊張関係のなかで提案された法案であった。もっとも、実際に穀物給付が政策としておこなわれはじめた共和政末期には、すでにローマ軍政は給付付きの志願制に変更されていたため、この穀物給付政策は軍団兵家族の救恤といった当初の目的から没落市民への恩給へと、また護民官や皇帝の権威を鼓吹する手段へと変質してゆく。
この「パンとサーカス」はローマ帝国の東西分割後も存続した東ローマ帝国ではしばらく維持されていたが、7世紀のサーサーン朝やイスラム帝国の侵攻によってエジプト・シリアといった穀倉地帯を失うと穀物の供給を維持できなくなり、終焉した。ただし、その後も皇帝が即位時に市民に贈り物を配ったり、年に何回か戦車競争を行うなどローマ皇帝の正統性を示す儀式としては続けられており、帝国末期で国庫が窮乏していた14世紀末の皇帝マヌエル2世の戴冠式の時にも、銀貨が市民に配られたことが記録されている。